# Joseph Crespo
Joseph Crespo dit Monsieur Jo (Elna, Rosselló, 1 de gener de 1925- 15 de juliol de 2011) va ser un jugador de rugbi a 13 nord-català, internacional francès, evolucionant del lloc de mig d'obertura a mig de centre.

## Biografia
Va començar a jugar rugbi a 15 per a la Unió Esportiva Arlequins de Perpinyà i es va convertir en campió de França el 1944. El mateix any, es va passar a la lliga de rugbi a 13, que havia estat prohibida pel règim de Vichy entre 1941 i 1944, i signat per al Racing Club Roanne XIII i després per Lyon-Villeurbanne Rhône XIII. Compta amb 26 seleccions a amb l'equip nacional francès de 1948 a 1954. El 1951, forma part del grup de l'equip francès en la gira a Austràlia i Nova Zelanda. En vida activa, va ser representant comercial d'una merceria.

## Palmarès

### Rugbi a XV
- Campionat de França :
  - Guanyador : 1 (1944 amb la Unió Esportiva Arlequins de Perpinyà.)
  - Finalista : 0

### Rugbi a XIII
- Copa del món :
  - Finalista en 1 temps a la 1954 (França).
- Campionat de França:
  - 4 vegades guanyador el 1947, 1948 (Roanne),,1951 i 1955 (Lió).
  - 1 finalista el 1953 Lió).
- Copa de França:
  - dues vegades guanyador el 1953 i 1954 (Lyon).
  - dues vegades guanyador el 1950 i 1951 (Lyon).

## Detalls a la selecció
| Partits internacionals de Joseph Crespo | Partits internacionals de Joseph Crespo | Partits internacionals de Joseph Crespo | Partits internacionals de Joseph Crespo | Partits internacionals de Joseph Crespo | Partits internacionals de Joseph Crespo | Partits internacionals de Joseph Crespo | Partits internacionals de Joseph Crespo | Partits internacionals de Joseph Crespo | Partits internacionals de Joseph Crespo | Partits internacionals de Joseph Crespo | Partits internacionals de Joseph Crespo |
|                                         | Data                                    | Lloc                                    | Adversari                               | Resultat                                | Competició                              | Posició                                 | Punts                                   | Assaigs                                 | Pen.                                    | Drops                                   |                                         |
| --------------------------------------- | --------------------------------------- | --------------------------------------- | --------------------------------------- | --------------------------------------- | --------------------------------------- | --------------------------------------- | --------------------------------------- | --------------------------------------- | --------------------------------------- | --------------------------------------- | --------------------------------------- |
| sota els colors de França               |                                         |                                         |                                         |                                         |                                         |                                         |                                         |                                         |                                         |                                         |                                         |
| .                                       | 30 d'octubre de 1954                    | Parc dels Prínceps, París, França       | Nova Zelanda                            | 22-13                                   | Copa del món                            | Mig de mêlée                            | 3                                       | 1                                       | -                                       | -                                       |                                         |
| .                                       | 7 de novembre de 1954                   | Tolosa de Llenguadoc, França            | Gran Bretanya                           | 13-13                                   | Copa del món                            | Mig de mêlée                            | -                                       | -                                       | -                                       | -                                       |                                         |
| .                                       | 11 de novembre de 1954                  | Nantes, França                          | Austràlia                               | 15-5                                    | Copa del món                            | Mig de mêlée                            | -                                       | -                                       | -                                       | -                                       |                                         |
| .                                       | 13 de novembre de 1954                  | Parc dels Prínceps, París, França       | Gran Bretanya                           | 12-16                                   | Copa del món                            | Mig de mêlée                            | -                                       | -                                       | -                                       | -                                       |                                         |